# Shahrestān-e Khodā Āfarīn
Shahrestān-e Khodā Āfarīn (persiska: شهرستان خداآفرين, خداآفرين) är en delprovins (shahrestan) i Iran.   Den ligger i provinsen Östazarbaijan, i den nordvästra delen av landet, 500 km nordväst om huvudstaden Teheran.
Delprovinsen hade 32 995 invånare 2016.